# Wirtualna rehabilitacja
Wirtualna rehabilitacja – innowacyjna metoda usprawniania osób niepełnosprawnych wykorzystująca nowoczesne technologie komputerowe, bazujące na rzeczywistości wirtualnej i rzeczywistości rozszerzonej. Pojęcie to dotyczy zarówno działań podejmowanych tu i teraz, jak i na odległość (telerehabilitacja).

## Charakterystyka
Interakcja użytkownika z systemem komputerowym przebiega za pośrednictwem urządzeń sterujących (klawiatury, myszy, dżojstików, platform balansowych) oraz sensorów ruchu (kamera 2D, kamera 3D).
Stosowane systemy umożliwiają kontrolę czasu trwania i intensywności ćwiczeń. Nie wymagają ciągłego nadzoru rehabilitanta, zapewniają stałą informację zwrotną i pozwalają na generowanie dowolnych wzmocnień podnoszących motywację pacjentów, co ma bezpośrednie przełożenie na systematykę ćwiczeń, a tym samym na osiągane efekty. Ponadto ćwiczący mogą wykonywać w wirtualnym środowisku zadania, których nie byliby w stanie wykonać bezpiecznie bądź wcale w codziennym życiu.

## Zastosowanie
Wirtualna rzeczywistość znajduje zastosowanie zarówno w rehabilitacji ruchowej (w chorobach i uszkodzeniach ośrodkowego układu nerwowego i układu mięśniowo - szkieletowego), jak i poznawczej. Przynosi korzyści ćwiczącym niezależnie od wieku (także dzieciom i osobom starszym).
Wyniki badań potwierdzają skuteczność kliniczną ćwiczeń rehabilitacyjnych, opartych na technologiach komputerowych jako uzupełnienie tradycyjnej terapii oraz pozytywny wpływ stosowania systemów wirtualnej rehabilitacji na kontrolę postawy, przetwarzanie wzrokowe, mobilność, poprawę siły, zakresu i szybkości ruchów kończyn. Wskazują także na pozytywny wpływ rehabilitacji na neuroplastyczność u osób po przebytych urazach mózgu. Co więcej, komputerowe aplikacje wspomagające ćwiczenia ruchowe są pozytywnie odbierane przez pacjentów ze względu na interaktywność dzięki formę angażującej uwagę oraz możliwość obserwowania osiąganych rezultatów.

### Inne
Przekaz wirtualny wykorzystywany jest również w leczeniu fobii, lęków, zespołu stresu pourazowego (ang. Virtual Reality Exposure Therapy).